# La Providencia, Tapachula
La Providencia är en ort i Mexiko.   Den ligger i kommunen Tapachula och delstaten Chiapas, i den sydöstra delen av landet, 900 km sydost om huvudstaden Mexico City. La Providencia ligger 457 meter över havet och antalet invånare är 343.
Terrängen runt La Providencia är kuperad. Runt La Providencia är det tätbefolkat, med 397 invånare per kvadratkilometer. Närmaste större samhälle är Tapachula, 10,7 km söder om La Providencia. I omgivningarna runt La Providencia växer huvudsakligen savannskog.